# جامعة كالياني

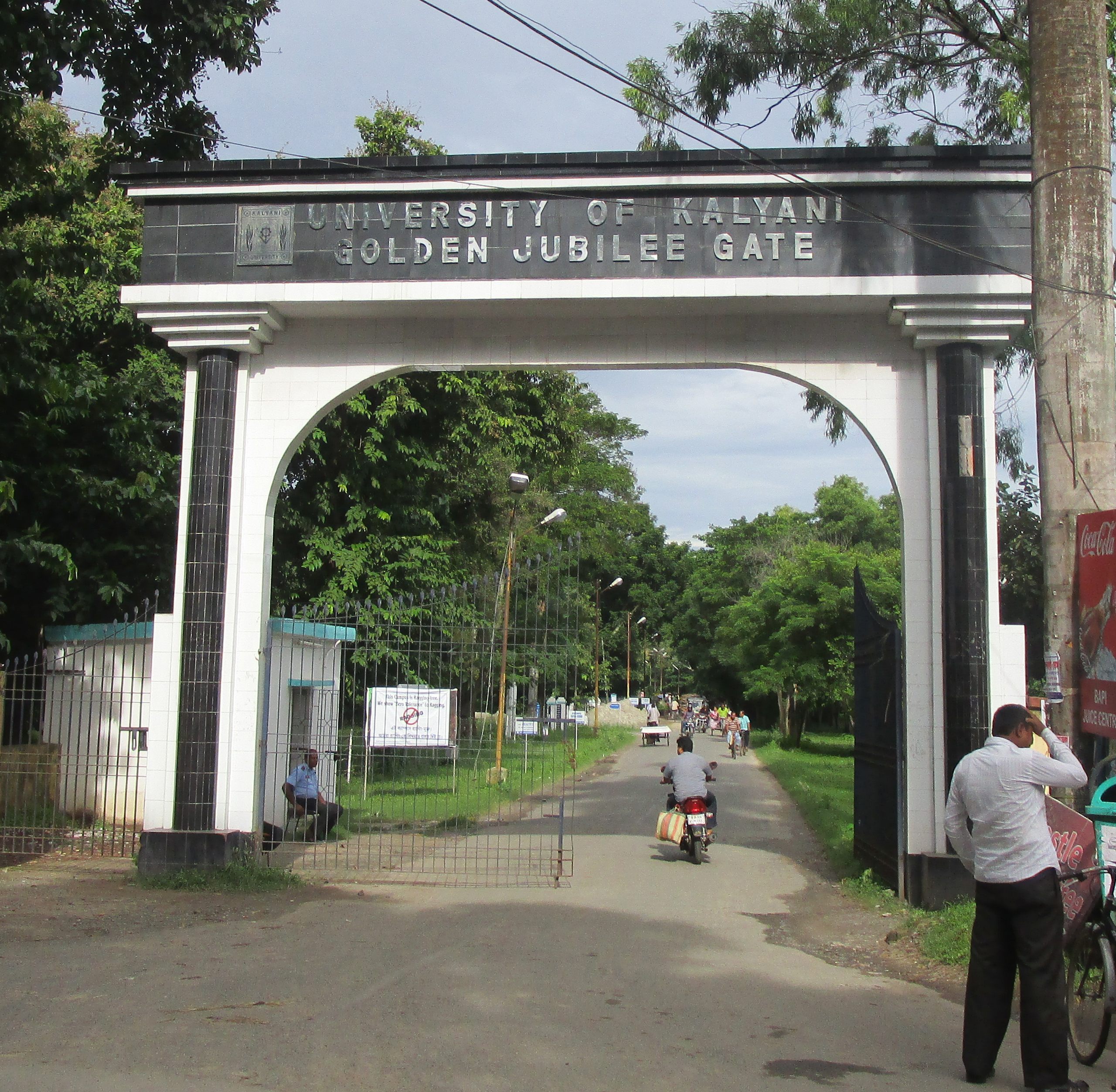
بوابة جامعة كالياني

جامعة كالياني (بالإنجليزية: University of Kalyani)‏؛ جامعة حكومية تأسست في عام 1960، تقع في منطقة نادية في غرب البنغال بالهند. تقدم دورات في مستوى البكالوريوس والدراسات العليا.

## التاريخ
تأسست الجامعة في 1 نوفمبر 1960 بموجب قانون ولاية البنغال الغربية. وهي جامعة حكومية تسترشد أنشطتها بقانون 1981 (المعدل حتى عام 2001) والذي سنته الحكومة. منحت الجامعة حق التدريس من قبل هيئة المنح الجامعية في الهند.

## الحرم الجامعي
تقع الجامعة في محيط حضري يلامس حدود بعض المناطق الريفية، وبالقرب من الضفة الشرقية من نهر الغانج على بعد 2 كم من الجامعة.
كما يبعد الحرم الجامعي عن مدينة كولكاتا قرابة 50 كم. كما أن الجامعة قريبة من محطة سكة حديد كالياني غوشبارا بمسافة لا تتجاوز 10 دقائق سيرا على الأقدام. خلال الحرب العالمية الثانية كانت أرض الجامعة تحت سيطرة الجيش الأمريكي الذي احتفظ بمستودع للجيش هناك. لا يزال هناك عدد قليل من الطرق والمنشآت الأخرى التي تثبت ذلك التاريخ الماضي.

## الكليات
- كلية العلوم

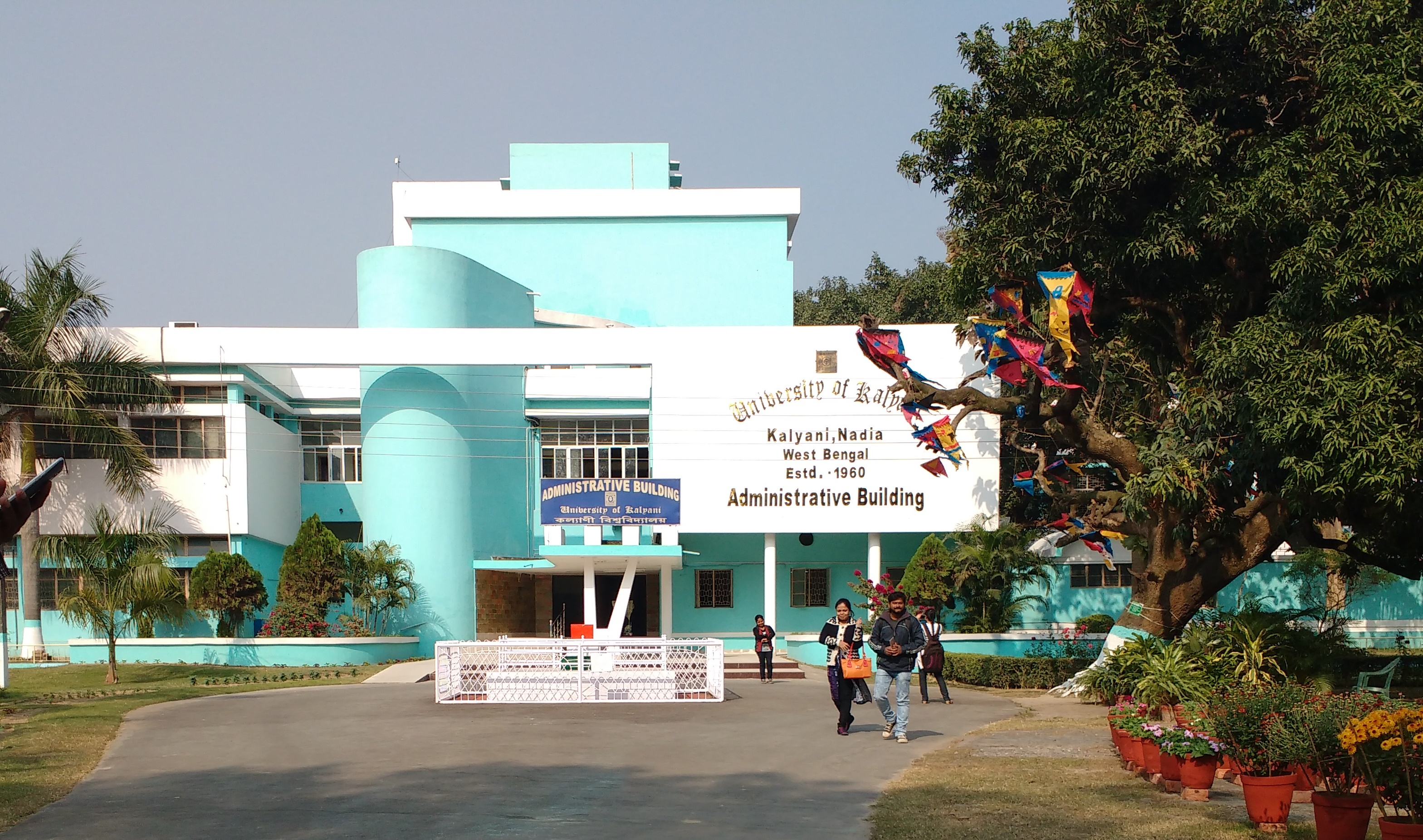
المبنى الإداري بجامعة كالياني

- كلية الهندسة والتكنولوجيا والإدارة
- كلية الآداب والتجارة
- كلية التربية
- كلية الموسيقى والفنون الجميلة

## كلية العلوم
تتكون الكلية من الأقسام التالية:
- الكيمياء الحيوية والفيزياء الحيوية
- المعلوماتية الحيوية
- علم النبات
- كيمياء
- علوم بيئية
- الرياضيات
- علم الاحياء المجهري
- علم الأحياء الجزيئي والتكنولوجيا الحيوية
- علم وظائف الأعضاء
- الفيزياء
- الإحصاء
- علم الحيوان
- جغرافية
- الدراسات البيئية

## كلية الهندسة والتكنولوجيا والإدارة

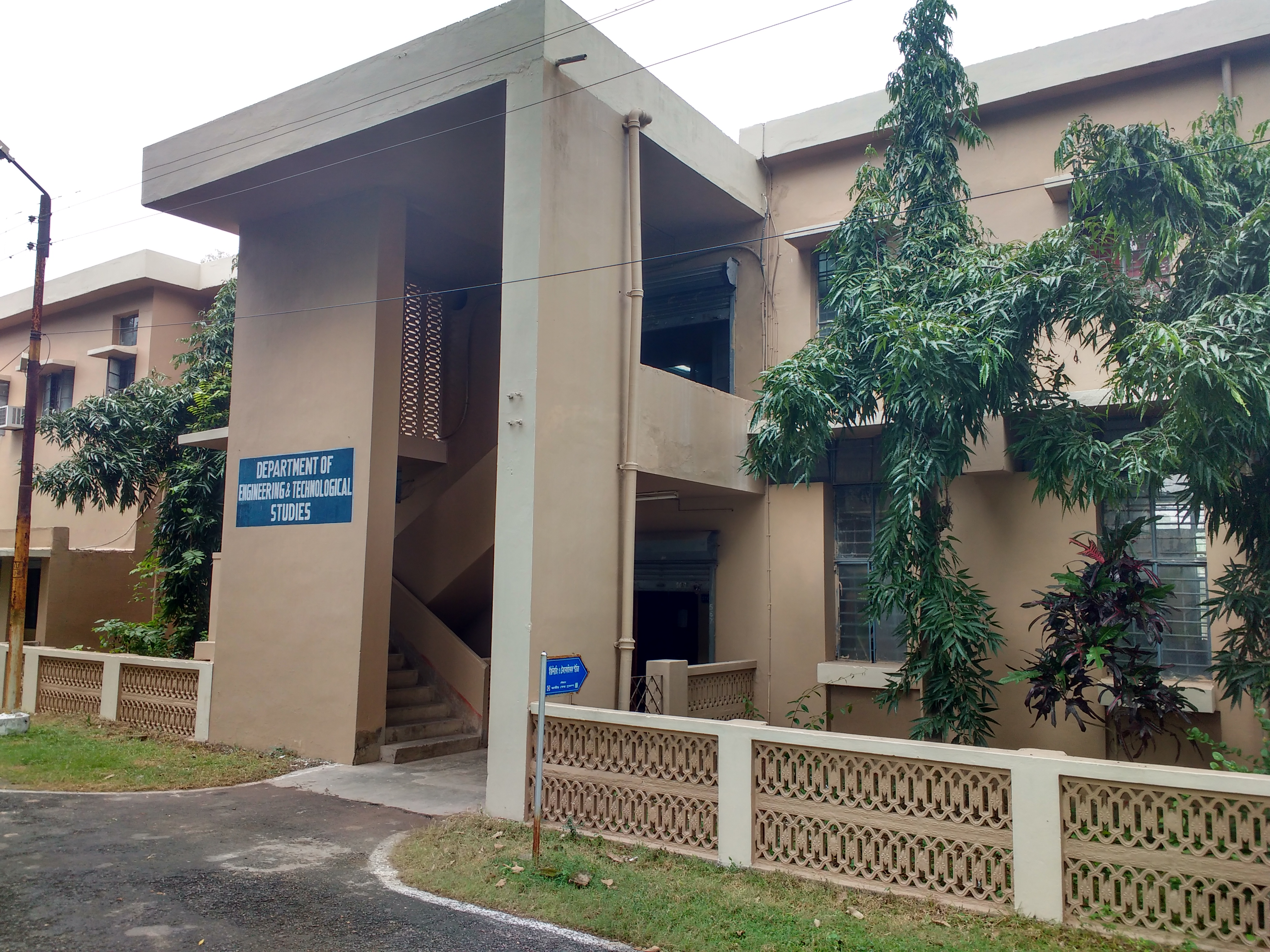
قسم الهندسة والدراسات التكنولوجية

تتكون الكلية من الأقسام التالية:
- قسم الهندسة والدراسات التكنولوجية
- علوم وهندسة الكمبيوتر
- إدارة الأعمال (MBA)

## كلية الآداب والتجارة
تتكون الكلية من الأقسام التالية:
- تعليم الكبار والتعليم المستمر
- البنغالية
- التجارة (المحاسبة ونظم المعلومات، المالية والمصرفية، الإدارة، التسويق)
- الإنجليزية
- اقتصاديات
- التراث الشعبي
- هندي
- التاريخ
- الاقتصاد المنزلي
- علم المكتبات والمعلومات
- اللغات واللغات الحديثة
- العلوم السياسية
- فلسفة
- علم الاجتماع
- التحليل الاجتماعي والثقافي

## كلية الموسيقى والفنون الجميلة
تضم الكلية قسم الفنون البصرية.

## المراكز
تضم الجامعة عدة مراكز وهي:
- مركز مرافق البنية التحتية للمعلوماتية الحيوية (BIFC)
- مركز إدارة موارد المعلومات (CIRM)
- مركز الابتعاث الخارجي
- مركز الدراسات الثقافية
- مركز اللغات الحديثة
- مركز التنمية الاجتماعية والريفية
- مركز البحوث والابتكار
- مركز البيئة والحفاظ على الحياة البرية
- مركز التكنولوجيا الحيوية البيئية (ENVIS)
- مركز التعليم المستمر والإرشاد للبالغين (ACE & E)
- المركز الدولي للهندسة البيئية (ICEE)

## الكليات المنتسبة
تقدم الجامعة التوجيه الأكاديمي والقيادي لـ 44 كلية تابعة (18 في منطقة نادية، 25 في مدينة مرشد آباد، وواحدة في شمال، و24 بمدينة بارجاناس).
الكليات مستقلة عن الجامعة لكنها تتبع المناهج الدراسية للجامعة. يرأس الكليات مدير المدرسة ويتم تعيين معلمي الكليات من خلال لجنة خدمة كلية West Bengal.
تقع على عاتق الكليات مسؤولية قبول الطلاب الجامعيين وتنظيم صفوفهم.

## الاعتماد الاكاديمي
حصلت جامعة كالياني في عام 2016 على درجة (CGPA 3.12) من قبل المجلس الوطني للتقييم والاعتماد (NAAC).

## روابط خارجية
- لجنة المنح الجامعية
- المجلس الوطني للتقويم والاعتماد